# ジニア (コルベット)
ジニア (HMS Zinnia, K98) はイギリス海軍のフラワー級コルベット。
1940年11月28日にイギリス、ティー川南岸のスミスズ・ドックで起工され、1941年3月30日に就役した。
第二次世界大戦で「ジニア」は北大西洋で船団護衛に従事した。1941年8月23日、OG71船団の護衛中に「ジニア」はドイツ潜水艦「U564」の雷撃を受けポルトガルの西40°25′N,10°40′Wの地点で沈没した。